# ダニエル・バーンズ
ダニエル・バーンズ（Daniel Barnz、1970年 - ）は、アメリカ合衆国の映画監督。

## 作品
- フィービー・イン・ワンダーランド Phoebe in Wonderland (2008)
- ビーストリー Beastly　(2011)
- ウォント・バック・ダウン -ママたちの学校戦争- Won't Back Down (2012)